# 埼玉県道210号中津川三峰口停車場線
埼玉県道210号中津川三峰口停車場線（さいたまけんどう210ごう なかつがわみつみねぐちていしゃじょうせん）は、埼玉県秩父市大滝・荒川地区を通る一般県道である。

## 概要

### 路線データ
- 起点：埼玉県秩父市中津川[2]
- 終点：三峰口停車場[2]
- 総距離：15,054 m

### 通行止め

#### 2019年
2019年は台風19号の影響で道路が崩落したため、通行止めとなったことがあった。

#### 2022年
2022年9月13日午前6時半ごろ、秩父市中津川地内（大滑ロックシェッド周辺）で土砂崩れが発生しているのが発見され、県道入り口から12.4 kmが不通となった。なお、小鹿野町につながる林道が迂回路となっており孤立世帯はなかった。通行止めとなった区間は2023年8月1日正午に開通した（土砂崩れ発生現場周辺は片側交互通行で復旧工事を継続）。

## 歴史

### 年表
- 1960年（昭和35年）9月01日：埼玉県告示第652号により、埼玉県道に認定される[2]。
- 1995年（平成07年）：持桶トンネルが完成[10]。同年9月4日に完成式が開催された[10]。
- 2022年（令和04年）9月13日：土砂崩れにより12.4 kmの区間が通行止めとなった（上述）[6]。
- 2023年（令和05年）8月01日：土砂崩れにより通行止めとなった区間が開通（上述）[7][8][9]。

## 路線状況

### 道路施設

#### トンネル
- 持桶（もちおけ）トンネル[10]
  - 1992年に着工し1995年に完成した、全長450 mのトンネル[10]。起点側の入口にはコマドリ（大滝村[注 1]鳥）の、終点側の入口にはシャクナゲ（大滝村花）のレリーフが設置されている[10]。

#### 橋梁
- 長栄橋：中津川に架かる橋[10]
- 遊仙橋：以前存在した橋[12]

## 地理

### 通過する自治体
- 埼玉県
  - 秩父市

### 交差する道路
- 国道140号[1]
- 秩父市道大滝幹線17号線（旧中津川林道）
- 金山志賀坂林道（終点で埼玉県秩父農林センター管理の林道に接続し、国道299号に抜けることができる）

### 沿線の施設など
- 秩父鉄道秩父本線 三峰口駅
- 中津峡
- ニッチツ秩父鉱山

## ギャラリー

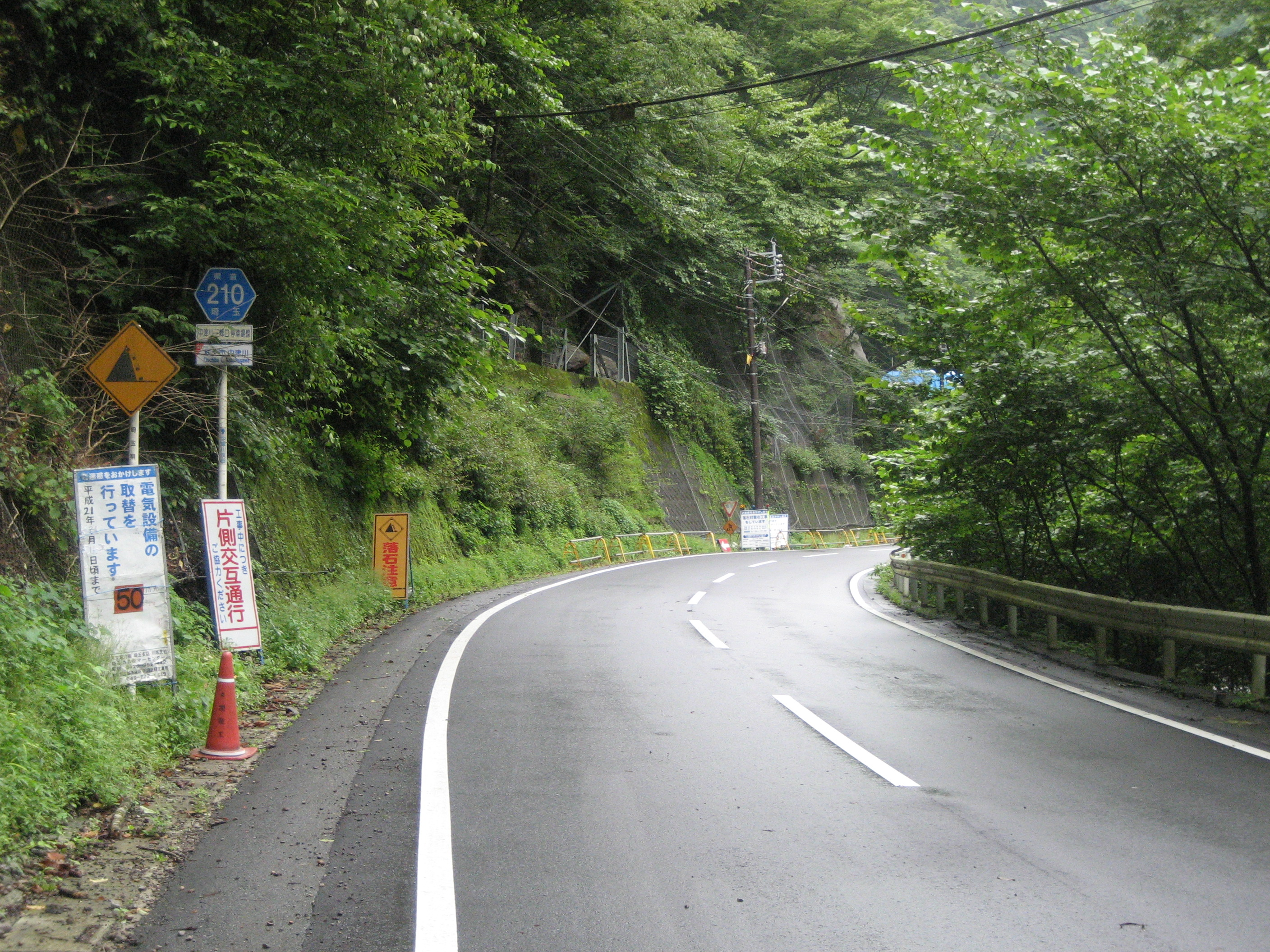
秩父市内（2009年8月）
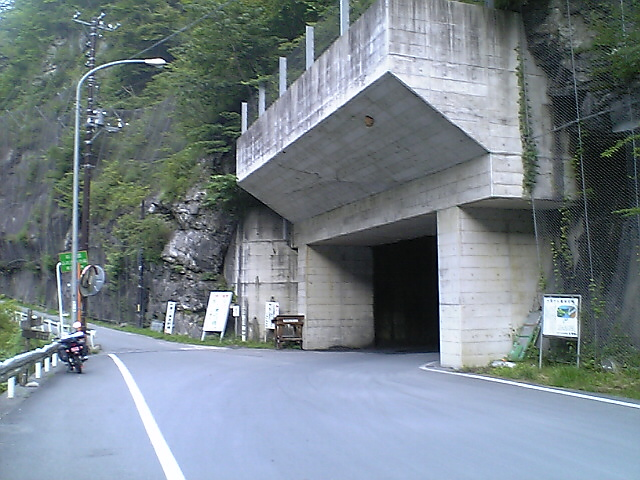
旧中津川林道との分岐（トンネル側が県道本線、2007年8月）
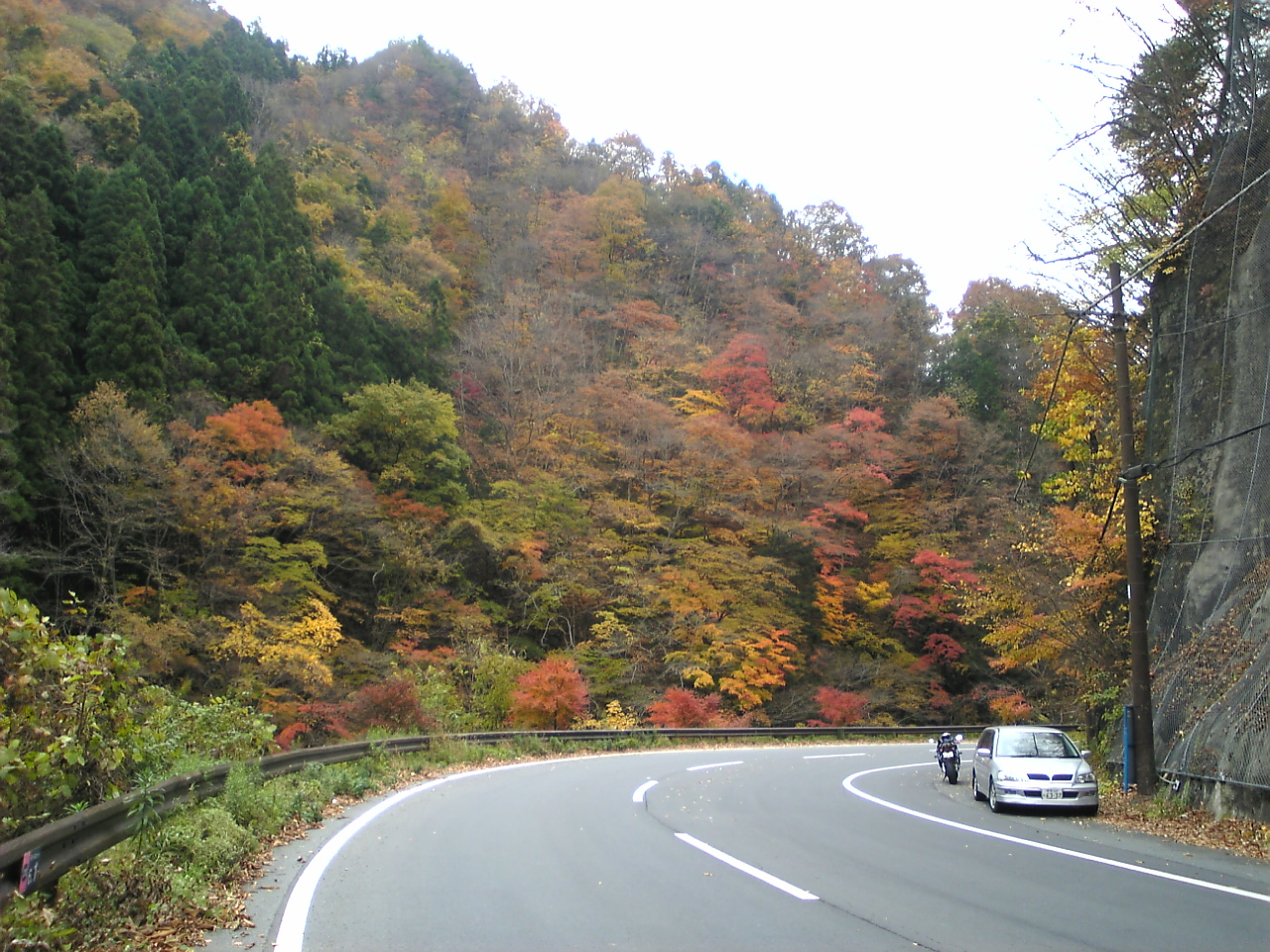
中津峡（2008年11月）
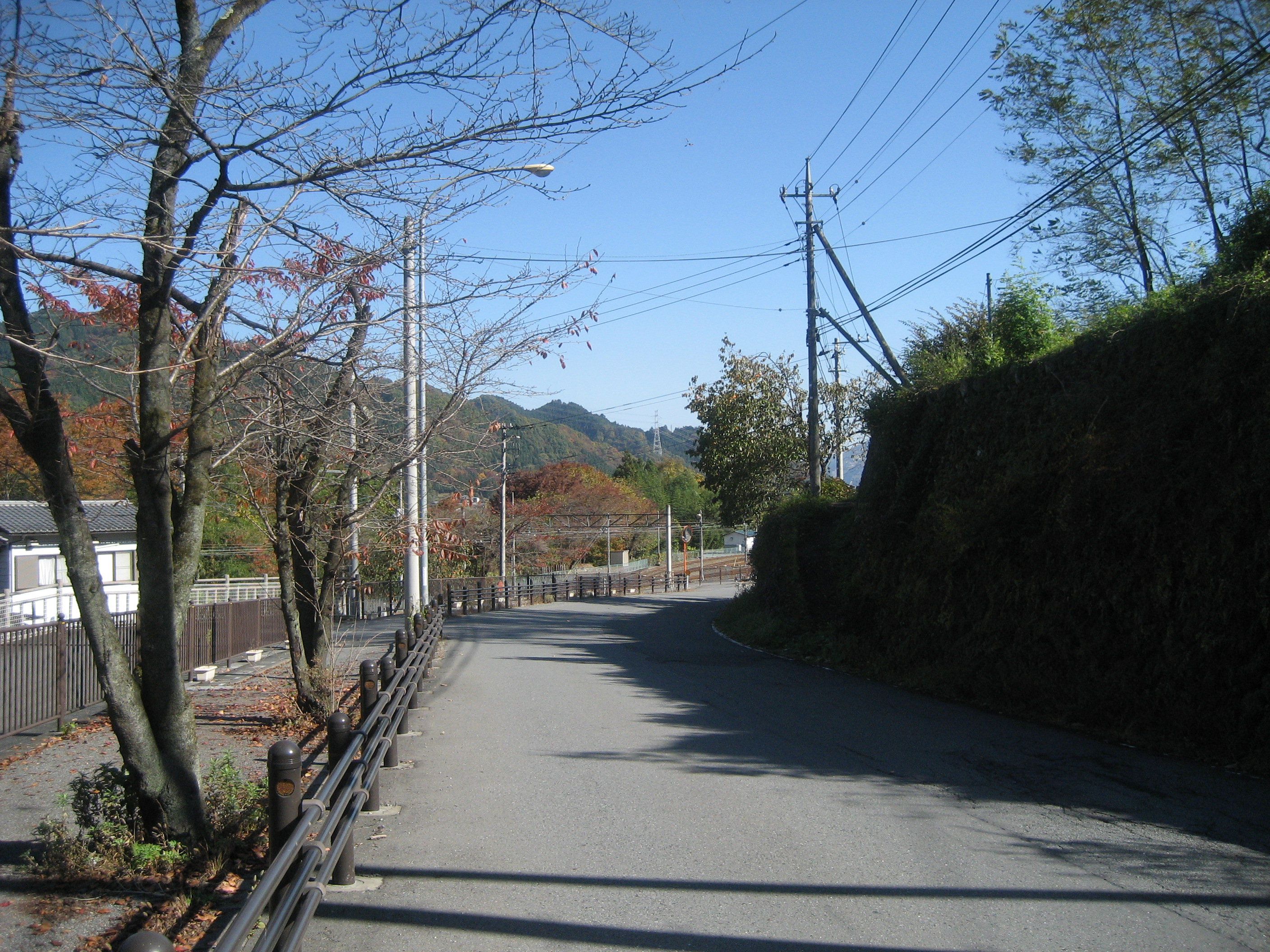
三峰口駅付近（2008年11月）